# Principio de Dirichlet (teoría del potencial)
En matemática, el principio de Dirichlet en teoría del potencial expresa que, si la función u(x) es la solución de la ecuación de Poisson
{\displaystyle \Delta u+f=0\,}
en un dominio {\displaystyle \Omega } de {\displaystyle \mathbb {R} ^{n}} con condición de frontera
{\displaystyle u=g{\text{ sobre }}\partial \Omega ,\,}
entonces u puede ser obtenido como el minimizador de la energía de Dirichlet
{\displaystyle E[v(x)]=\int _{\Omega }\left({\frac {1}{2}}|\nabla v|^{2}-vf\right)\,\mathrm {d} x}
entre todas las funciones doblemente diferenciables {\displaystyle v} tales que {\displaystyle v=g} sobre {\displaystyle \partial \Omega } (proporcionando la existencia de al menos una función que hace la integral de Dirichlet finita). Este concepto es llamado en honor al matemático alemán Peter Gustav Lejeune Dirichlet.
Puesto que la integral de Dirichlet está acotada inferiormente, la existencia de un ínfimo está garantizada. Que ese ínfimo se alcanza fue dado por hecho por Riemann (quien acuñó el término principio de Dirichlet) y otros hasta que Weierstraß dio un ejemplo de un funcional que no alcanzaba su mínimo. Más tarde, Hilbert justificaría el uso, por parte de Riemann, del principio de Dirichlet.